# Hopetoun Monument
L'Hopetoun Monument è un monumento situato sulle Garleton Hills, nei pressi di Camptoun, East Lothian, Scozia.

## Storia

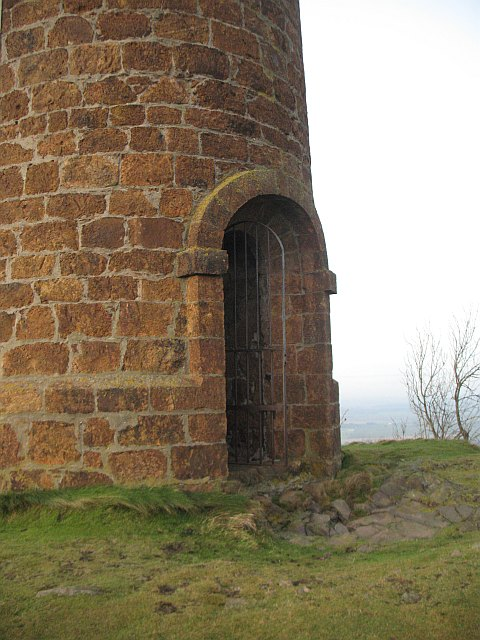
Accesso alla torre

Il monumento venne eretto in memoria di John Hope, IV conte di Hopetoun (1765-1823). La sua prima pietra fu collocata il 3 maggio 1824. Il monumento è anche noto nella zona come "Garleton Monument" poiché nei pressi, sulla collina di Byres, sorge la "Garleton Farm" (fattoria Garleton).

## Caratteristiche

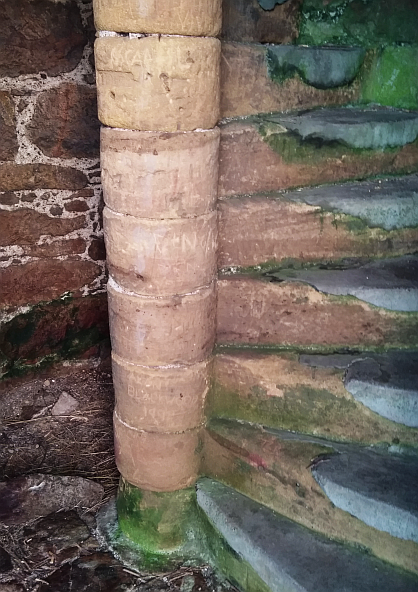
La scala a chiocciola

Il monumento è costituito da una torre cilindrica alta 29 metri ed è situato sulla collina di Byres, a breve distanza da Skid Hill e non lontano da Haddington. La piattaforma di osservazione posta in cima alla torre è accessibile con una scala a chiocciola di 132 scalini, stretta e scura. Alla base della torre si trova un'iscrizione che dice.:
La vista della quale si gode dalla sommità è molto vasta e comprende, oltre alla campagna circostante, anche le due rive del Firth of Forth e si spinge nelle giornate limpide verso nord fino ai Cairngorms. Alcuni pannelli informativi aiutano ad identificare i luoghi visibili dalla piattaforma.  L'Hopetoun Monument è un edificio tutelato come monumento classificato (Listed Building) di categoria B. L'accesso è libero e si arriva alla base della torre a piedi per un sentierino che parte da un'area di parcheggio alla base della collina sulla quale sorge la torre.